# Mila
«Mila» (серб. Мила, досл. «Мила») — пісня сербського співака Принца Вранє. Вона була випущена 27 січня 2025 року лейблом PGP-RTS та написана Душаном Бачичем. Композиція представляла Сербію на пісенному конкурсі «Євробачення 2025». Також «Mila» стала заголовною піснею його дебютного студійного альбому «Mila».

## Передумови та композиція
Автором пісні «Mila» є Душан Бачич. Спочатку продюсером треку виступив Деян Ніколіч. У травні 2025 року було представлено оновлену версію композиції, створену Ніколічем у співпраці з Харісом Джиновичем та Желком Йоксимовичем.
Пісню описують як романтичну ліричну баладу. Принц зазначав, що «Mila» — найскладніша пісня, яку йому доводилося виконувати через численні динамічні переходи та зміни в аранжуванні. Він також підкреслював, що композиція відображає його власні переживання у коханні на той час. Одним із головних послань пісні є думка про те, що коли когось кохаєш, інколи доводиться прийняти, що ви не можете бути разом.

## Сприйняття
У рецензії від Wiwibloggs, що об’єднала відгуки кількох критиків, пісня отримала середню оцінку 4,70 з 10, посівши 34-те місце серед 37 конкурсних композицій у щорічному рейтингу видання. Джон О’Браєн із Vulture поставив пісню на 35-те місце, назвавши її «гарматним м’ясом». Дорон Лагав оцінив композицію на 33-й позиції з 37, зазначивши, що, попри змістовний текст і гарну мелодію, вона звучить «неточно й застаріло». Єва Франц із фінського мовника Yle дала 8/10, описавши трек як «красивий і повільний». Андело Юркас із Mixer поставив оцінку 6/10, порівнявши пісню з «другорядним матеріалом Здравка Чоліча 1980-х» і додавши: «Хоча всі схеми та кліше “Євробачення” всюдисущі, з такою піснею Принц миттєво знайшов би свою принцесу серед пристрасних глядачок і учасниць шоу “Gospodin Savršeni”, але кінця шоубізнесовій баналізації не видно».